# Släpp hästarna fria
"Släpp hästarna fria" är en sång av Tomas Ledin från 1993. Den finns med på hans fjortonde studioalbum Du kan lita på mej (1993), men utgavs också som singel samma år.
Låten spelades in i Polar Studios med Lasse Anderson och Tomas Ledin som producenter. Singeln gavs ut i tre olika format, 7", 12" och CD. 7"- och CD-versionen hade samma låtar medan 12" även hade försetts med en remix av titelspåret. Singeln nådde en tjugondeplats på den svenska singellistan. Den låg även på Svensktoppen mellan den 18 april 1990 och 29 maj 1993. Låten nådde som bäst en tredjeplacering.
"Släpp hästarna fria" finns även med på samlingsalbumet Festen har börjat (2001) och liveskivan I sommarnattens ljus (2003). Den har inte spelats in av någon annan artist. Den användes i filmen 30:e november (1995).

## Låtlista

### 7" och CD
1. "Släpp hästarna fria" – 5:30
2. "Släpp hästarna fria" (demoversion dec 1991) – 4:30

### 12"
A
1. "Släpp hästarna fria" (remixversion) – 6:45
2. "Släpp hästarna fria" – 5:30

B
1. "Släpp hästarna fria" (demoversion: utkast dec 1991) – 4:30

## Listplaceringar
| Lista (1993) | Topplacering |
| ------------ | ------------ |
| Sverige      | 20           |

### Fotnoter
1. 1 2 3  ”Tomas Ledin”. Svensk mediedatabas. http://smdb.kb.se/catalog/search?q=Tomas+Ledin&x=0&y=0. Läst 17 januari 2013.
2. 1 2  Placering på den svenska singellistan
3. ↑  ”Svensktoppen 1993”. Sveriges Radio. http://sverigesradio.se/diverse/appdata/isidor/files/2023/3489.txt. Läst 17 januari 2013.
4. ↑  ”"Släpp hästarna fria"”. Svensk Filmdatabas. http://sfi.se/sv/svensk-filmdatabas/Item/?type=MUSIC&itemid=8704. Läst 18 januari 2013.